# Joachim Trenkner
Joachim Trenkner (ur. 18 września 1935 w Getyndze, zm. 24 grudnia 2020 w Berlinie) – niemiecki dziennikarz, wieloletni pracownik mediów niemieckich, amerykańskich i polskich, od 1997 związany z „Tygodnikiem Powszechnym”.

## Życiorys
Urodził się w Getyndze, gdzie jego ojciec przebywał na stażu lekarskim. Mieszkał z rodzicami w Turyngii, uczęszczał do gimnazjum w Mühlhausen, następnie studiował w Lipsku budowę maszyn. W 1959 zbiegł do Berlina Zachodniego. W 1961 otrzymał stypendium Towarzystwa im. Carla Duisberga i wyjechał do Stanów Zjednoczonych. Spędził dwa semestry na Uniwersytecie DePauw. Od 1962 mieszkał w Nowym Jorku, gdzie był członkiem redakcji tygodnika „Newsweek”, od 1965 współpracował także z pismem „Aufbau", wydawanym w USA tygodnikiem niemieckojęzycznym. Pod koniec 1967 powrócił do Niemiec, został dziennikarzem Sender Freies Berlin. Współtworzył również emitowany od 1968 przez wszystkie stacje telewizyjne sieci ARD magazyn publicystyki międzynarodowej Kontraste, tam pracował początkowo jako reporter, w latach 80. został kierownikiem redakcji, w latach 90. zastępcą redaktora naczelnego programu.
Od 1997 publikował w „Tygodniku Powszechnym”. Początkowo pisywał tam jako współpracownik, a od 2004 był członkiem redakcji, pozostając zarazem korespondentem tego pisma w Niemczech. W 2011 nakładem Wydawnictwa Naukowego PWN ukazała się książka Niemieckie lustro, stanowiąca zapis wywiadu-rzeki, jakiego Trenkner udzielił Paulinie Gulińskiej-Jurgiel. Dotyczył on zmian w stosunkach polsko-niemieckich, jakie Trenkner mógł zaobserwować w czasie swej kariery.

## Odznaczenia
W maju 2012 r. został odznaczony odznaką honorową „Bene Merito”, nadaną przez Ministra Spraw Zagranicznych RP.